# 7 Pułk Ułanów Lubelskich (PSZ)
7 Pułk Ułanów Lubelskich (7 puł) –  pułk rozpoznawczy Polskich Sił Zbrojnych.

## Formowanie i zmiany organizacyjne pułku
24 grudnia 1944 roku ukazał się rozkaz organizacyjny dowódcy 2 Korpusu Polskiego L.dz.6009/kwat/tj. na mocy którego 12 pułk Ułanów Podolskich miał wydzielić zawiązki organizacyjne dla 7 pułku Ułanów Lubelskich w ilości połowy stanu. Ponadto pełny stan uzbrojenia bojowego i pojazdów mechanicznych. Etat pułku (bryt.) WE II/251/1 później WE II/251/2 przewidywał 43 oficerów i 828 szeregowych. 
25 grudnia 1944 roku, w Mercato Saraceno, generał dywizji Władysław Anders w czasie pobytu w 12 pułku Ułanów Podolskich zapowiedział, że zostanie z niego utworzony 7 pułk Ułanów Lubelskich im. gen. Kazimierza Sosnkowskiego. Dowódca 2 Korpusu przemawiając do ułanów Podolskich powiedział: „dumny jestem z Was, iż macie w sobie tyle sił żywotnych, że będziecie zdolni wyłonić z siebie zawiązki dla 7 Pułku Ułanów. Wierzę, że godnym on będzie spadkobiercą pięknych tradycji 7 Pułku, na którego sztandarze widnieje Order Virtuti Militari”. Prace przygotowawcze rozpoczęto pod koniec grudnia 1944 roku, po przeniesieniu 12 pułku Ułanów Podolskich na południe Włoch, do miejscowości Casarano.
10 stycznia 1945 roku generał dywizji Władysław Anders wydał zgodę na odtworzenie 7 pułku Ułanów Lubelskich, jako pułku samochodów pancernych (rozpoznawczy) 3 Dywizji Strzelców Karpackich.
18 stycznia 1945 roku w Casarano odbyła się uroczystość wydzielenia i pożegnania zawiązków. Dzień ten został przyjęty za datę odtworzenia pułku. Uroczystość zakończyła msza święta, a następnie defilada obu pułków w szyku pieszym przed swoimi dowódcami. Tego samego dnia pułk odjechał do miejscowości Galatina i zakwaterował w budynku szkoły. Stan pułku liczył 16 oficerów, 7 podchorążych, 9 starszych podoficerów oraz 342 podoficerów i ułanów. 19 stycznia 1945 roku ukazał się pierwszy rozkaz dzienny pułku. 27 stycznia rozpoczęły się kursy instruktorskie wyszkolenia motorowego, kierowców samochodów pancernych Staghound, wyszkolenia strzeleckiego samochodów pancernych Staghound oraz kurs obserwatorów (dowódców wozów). Kursy ukończyło 77 instruktorów. 3 marca do pułku wcielono 124 ułanów, w większości ochotników z terenu Francji. 4 marca odbyła uroczysta zbiórka z okazji imienin Szefa Pułku, generała Kazimierza Sosnkowskiego. 7 marca pułk liczył 19 oficerów oraz 596 podoficerów i ułanów. 19 marca 1945 roku pułk wizytował generał Władysław Anders, pełniący obowiązki Naczelnego Wodza. W przeglądzie i defiladzie wziął udział 12 Pułk Ułanów Podolskich i 25 Pułk Ułanów Wielkopolskich. 23 marca pułk obchodził swoje święto. 14 maja pułk podjął marsz do strefy frontowej, celem dołączenia do macierzystej 3 DSK. Po zakończeniu działań wojennych pułk stacjonował  w Petriolo i Montottone. W drugiej połowie czerwca 1945 roku dołączył do 1 BSK rozlokowanej w Budrio w okolicach Bolonii. Już w lipcu powrócił do swoich poprzednich garnizonów.  Przez cały rok 1945 w 7 pułku prowadzono intensywne szkolenie w pułku i na kursach poza nim, okresowo istniał szwadron szkolny. Jesienią pułk rozmieszczono nad Adriatykiem w Giulianova, a pod koniec roku przeniesiono go do Grottammare i Grottaglie, w tych miejscowościach pułk kwaterował do końca pobytu we Włoszech. Od listopada 1945 roku 7 pułk Ułanów Lubelskich pełnił służbę wartowniczą w Zgrupowaniu "Straż Taranto" przy obozach jenieckich oraz magazynach amunicyjnych w rejonie Bari. W sierpniu i wrześniu 1946 roku pułk częściowo transportem kolejowym przez Niemcy i Francję, a częściowo drogą morską odbył podróż do Wielkiej Brytanii. Rozmieszczony został w Livermere Camp, w rejonie Bury Saint Edmunds w hrabstwie Suffolk. Żołnierze uczestniczyli w pracach polowych i oczyszczaniu terenu z niewybuchów, nastąpiła częściowa demobilizacja i przechodzenie do życia cywilnego. Z uwagi na powyższe w grudniu 1946 r. ze stanu osobowego utworzono dwa szwadrony "A" i "B". 3 lipca 1947 roku szwadrony „A” i „B” zostały połączone w jeden szwadron pod dowództwem por. Władysława Rubnikowicza. 5 lipca 1947 roku obecnych w pułku było 113 żołnierzy, w tym: 13 oficerów, 2 chorążych, 4 starszych wachmistrzów, 5 wachmistrzów, 8 plutonowych, 14 kaprali, 23 starszych ułanów i 44 ułanów. Poza pułkiem było odkomenderowanych kolejnych 23 podoficerów i 63 ułanów. 10 lipca 1947 roku oddział został przeniesiony z obozu Livermere Camp do obozu Great Bower Wood Camp położonego kilka mil na zachód od Londynu.

## Lubelscy ułani
Dowódcy pułku
- ppłk dypl. kaw. Bronisław Mokrzycki (19 I 1945 – 2 IX 1947)[13][14]

Obsada personalna pułku 19 stycznia 1945
Dowództwo
- dowódca pułku – ppłk dypl. kaw. Bronisław Mokrzycki
- zastępca dowódcy – rtm. Tadeusz Wojnarowski
- adiutant – rtm. Jerzy Rędziejowski
- oficer informacyjny – ppor. Jan Dziewanowski (od 7 III 1945[15])
- kwatermistrz – por. Zdzisław Nemetz (od II 1945[16])
- lekarz – ppor. lek. Tomasz Cisek (od II 1945[16])
- oficer techniczny – kpr. pchor. inż. Czesław Krzyżanowski
- kapelan – ks. Stanisław Kotowski (od 7 IV 1945[17])
- szef kancelarii – st. wachm. Roman Mierzwiak
- dowódca czołówki naprawczej – ppor. inż. Marian Rembowski (od IV 1945[18])

1 szwadron
- dowódca 1 szwadronu – por. Zygmunt Fuglewicz
- oficer szwadronu – ppor. Włodzimierz Salnicki
- oficer szwadronu – ppor. Władysław Czernecki
- szef szwadronu – wachm. Antoni Wróblewski

2 szwadron
- dowódca 2 szwadronu – por. / rtm. Mieczysław Kowszun
- dowódca szwadronu – rtm. Wojciech Konopka (od 23 IV 1945[19])
- oficer szwadronu – ppor. Władysław Rubnikowicz
- oficer szwadronu – ppor. Zbysław Osiecki
- szef szwadronu – st. wachm. Adam Skrzypczak

3 szwadron
- dowódca 3 szwadronu – por. Witold Świderski
- oficer szwadronu – ppor. Jan Śniechowski
- oficer szwadronu – ppor. Edmund Michalak
- szef szwadronu – wachm. Kazimierz Tiupa

szwadron dowodzenia
- dowódca szwadronu dowodzenia – rtm. Piotr Medyna
- oficer gospodarczy – ppor. Jerzy Michalski
- oficer szwadronu – ppor. Władysław Wzorek
- oficer szwadronu – ppor. Józef Słysz
- szef szwadronu – wachm. Józef Filary

Kadrę uzupełniał por. Henryk Tekliński „przykomenderowany z 12 Pułku Ułanów Podolskich na okres wyszkolenia pułku”.
Ponadto służbę w pułku pełnił ppor. Stefan Nędzyński.